# Madeleine Gustafsson
Dagmar Helena Madeleine Gustafsson, ogift Lagerberg, född 2 juli 1937 i Göteborg, är en svensk författare, litteraturkritiker och översättare. Hon var gift med Lars Gustafsson 1962–1982 och är adoptivdotter till överceremonimästaren Joen Lagerberg.
Gustafsson blev filosofie kandidat vid Uppsala universitet 1961 och promoverades 2012 till filosofie hedersdoktor vid konstnärliga fakulteten vid Göteborgs universitet.
Utöver egna böcker med poesi och litteraturkritik har hon varit verksam som översättare från tyska, franska och (i mindre utsträckning) italienska. Den författare hon mest troget följt som översättare är Hans Magnus Enzensberger. Som litteraturkritiker har Gustafsson arbetat på Upsala Nya Tidning (1960–1962), Stockholmstidningen (1963–1964), Göteborgs Handels- och Sjöfartstidning (1963–1973) och Dagens Nyheter (1973–).
Gustafsson sitter på stol nummer 8 i Samfundet De Nio sedan 1999. Hon är bosatt i Stockholm.

## Översättningar (urval)
- 1975 – Peter Schneider: Lenz: en berättelse (Lenz: eine Erzählung) (PAN/Norstedt)
- 1977 – Reiner Kunze: De underbara åren (Die Wunderbaren Jahre) (PAN/Norstedt)
- 1979 – Jürgen Fuchs: Protokoll från en rannsakning (Gedächtnisprotokolle och Vernehmungsprotokolle) (PAN/Norstedt)
- 1980 – Marcel Proust: Den likgiltige (L'indifférent) (Atlantis)
- 1980 – Werner Herzog: Att gå i kylan: München - Paris 23.11 till 14.12.1974 (Vom Gehen im Eis) (Norstedt)
- 1985 – Marguerite Duras: Älskaren (L'amant) (Bonnier)
- 1989 – Ricarda Huch: Skyddsängeln: en brevberättelse (Der letzte Sommer) (Norstedt)
- 1995 – Gianni Celati: Berättelser från slätten (Narratori delle pianure) (Bonnier)
- 2009 – Melania G. Mazzucco: Vita (Vita) (Norstedt)
- 2009 – Madeleine Bourdouxhe: En spik, en ros och andra berättelser (Sept nouvelles) (Elisabeth Grate)
- 2013 – Milena Agus: Pappas vingar (Ali di babbo) (Elisabeth Grate)
- 2014 – Patrick Modiano (Dora Bruder) (Elisabeth Grate)
- 2017 – Anny Romand: Min mormor från Armenien (Elisabeth Grate)
- 2021 – Erri de Luca, Fjärilens tyngd (Il peso della farfalla) (Elisabeth Grate)

## Priser och utmärkelser
- 1987 – Axel Liffner-stipendiet
- 1991 – John Landquists pris
- 1992 – Tegnérpriset
- 1993 – Doblougska priset
- 2012 – Filosofie hedersdoktor vid Göteborgs universitet
- 2013 – Svenska Akademiens översättarpris
- 2017 – Sorescupriset[5]
- 2023 – Svenska förläggareföreningens hederspris[6]
- 2025 –  H.M. Konungens medalj av guld i 8:e storleken i högblått band[7]